# 高橋広人
高橋 広人（たかはし の ひろひと、生没年不詳）は、奈良時代の貴族。姓は朝臣。官位は従五位上・散位助。

## 経歴
聖武朝の天平10年（738年）の上階官人歴名に下総掾として記載がある。
淳仁朝の天平宝字8年（764年）正月に従五位下に叙爵し、同年10月の藤原仲麻呂の乱終結後に行われた叙位にて従五位上に昇叙された。称徳朝の神護景雲2年（768年）散位助に任じられている。

## 官歴
注記のないものは『続日本紀』による。
- 天平10年（738年）4月：見下総掾[1]
- 時期不詳：正六位上
- 天平宝字8年（764年）正月7日：従五位下。10月8日：従五位上
- 神護景雲2年（768年）2月18日：散位助